# عبدالقادر صالحی
عبدالقادر صالحی (انگلیسی: Abdelkader Salhi؛ زادهٔ ۱۹ مارس ۱۹۹۳) بازیکن فوتبال اهل الجزایر است.
از باشگاه‌هایی که در آن بازی کرده‌است می‌توان به باشگاه فوتبال المپیک شلف اشاره کرد.
وی همچنین در تیم‌های ملی فوتبال الجزایر بازی کرده‌است.